# Heiki Nabi
Heiki Nabi (Kärdla, 6 de junio de 1985) es un deportista estonio que compite en lucha grecorromana.
Participó en tres Juegos Olímpicos de Verano, obteniendo una medalla de plata en Londres 2012, en la categoría de 120 kg; el quinto lugar en Río de Janeiro 2016 y el décimo en París 2024.
Ganó cinco medallas en el Campeonato Mundial de Lucha entre los años 2006 y 2019. En los Juegos Europeos de Bakú 2015 obtuvo una medalla de plata en la categoría de 130 kg.

## Palmarés internacional
| Juegos Olímpicos   | Juegos Olímpicos       | Juegos Olímpicos  | Juegos Olímpicos |
| Año                | Lugar                  | Medalla           | Categoría        |
| ------------------ | ---------------------- | ----------------- | ---------------- |
| 2012               | Londres (Reino Unido)  | Medalla de plata  | 120 kg           |
| Campeonato Mundial |                        |                   |                  |
| Año                | Lugar                  | Medalla           | Categoría        |
| 2006               | Cantón (China)         | Medalla de oro    | 96 kg            |
| 2013               | Budapest (Hungría)     | Medalla de oro    | 120 kg           |
| 2014               | Taskent (Uzbekistán)   | Medalla de bronce | 130 kg           |
| 2017               | París (Francia)        | Medalla de plata  | 130 kg           |
| 2019               | Nursultán (Kazajistán) | Medalla de bronce | 130 kg           |
| Juegos Europeos    |                        |                   |                  |
| Año                | Lugar                  | Medalla           | Categoría        |
| 2015               | Bakú (Azerbaiyán)      | Medalla de bronce | 130 kg           |